# Powiat Ei
Powiat Ei (jap. 頴娃郡 Ei-gun) – dawny powiat w Japonii, w prefekturze Kagoshima.

## Historia

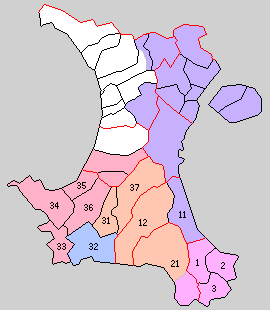
21. Ei (1889 r.)

Powiat Ei był częścią prowincji Satsuma. W pierwszym roku okresu Meiji na terenie powiatu znajdowało się 8 wiosek.
Powiat został założony 17 lutego 1879 roku. 1 kwietnia 1889 roku w wyniku połączeń mniejszych wiosek powstała wioska Ei.
1 kwietnia 1897 roku powiat Ei został połączony z powiatem Ibusuki. W wyniku tego połączenia powiat został rozwiązany.